# Nikon Z-System

Das Z-System ist ein digitales Kamerasystem des japanischen Kameraherstellers Nikon. Es besteht aus einer Reihe von derzeit vierzehn spiegellosen Systemkameragehäusen mit dem von Nikon entwickelten Z-Bajonett sowie diversen Nikkor-Objektiven mit Festbrennweite und mehreren Nikkor-Zoomobjektiven.

## Geschichte
Die ersten Kameras der Z-Serie waren die Modelle Nikon Z 7 und Nikon Z 6 mit Vollformatsensor, die 2018 auf den Markt kamen. 2019 folgte die Nikon Z 50 mit dem kleineren DX-Sensor. Im Sommer 2020 wurde die Nikon Z 5 als Vollformat-Einstiegsmodell veröffentlicht. Im Herbst 2020 stellte Nikon dann die Modelle Z 6II und Z 7II vor.
Seit Juli 2021 ist mit der Nikon Z fc erstmals eine Z-Kamera im Retro-Design erhältlich. Die Nikon Z fc ist der Nikon FM2 aus den 1980er Jahren nachempfunden.
Im Oktober 2021 präsentierte Nikon mit der Z 9 das Spitzenmodell des Z-Systems. Die Nikon Z 9 verbindet eine 45,7 Megapixel hohe Auflösung mit einer Serienbildrate von 20 Bildern pro Sekunde.
An Vlogger richtet sich die im Juni 2022 vorgestellte Nikon Z 30. Die Z 30 entspricht technisch in vielen Punkten der Nikon Z 50. Im Unterschied zur Z 50 verfügt die Z 30 über einen dreh- und schwenkbaren Touchscreen, jedoch nicht über einen elektronischen Sucher.

## Kameramodelle
| Modell       | Markteinführung | Sensorformat      | Sensorgröße               | AF-Messfelder | Empfindlichkeit  | Belichtungszeit | Serienbilder | Bildstabilisator | Maße (B × H × T)       | Gewicht | Monitor                             | Sucher                            | Speichermedium                                            | Bemerkung                                                                       |
| ------------ | --------------- | ----------------- | ------------------------- | ------------- | ---------------- | --------------- | ------------ | ---------------- | ---------------------- | ------- | ----------------------------------- | --------------------------------- | --------------------------------------------------------- | ------------------------------------------------------------------------------- |
| Nikon Z 5    | 2020            | 36 × 24 mm FX     | 6.016 × 4.016 px 24,5 Mpx | 273           | ISO 100 – 51.200 | 1/8000 – 30 s   | 4,5 Bilder/s | ja               | 134 × 101 × 70 mm      | 675 g   | TFT LCD 8 cm 1,04 Mio. Bildpunkte   | OLED 1,27 cm 3,69 Mio. Bildpunkte | 2× SD (SDHC, SDXC, UHS I, UHS II)                         |                                                                                 |
| Nikon Z 5II  | 2025            | 36 × 24 mm FX     | 6.048 × 4.032 px 24,5 Mpx | 273           | ISO 100 – 64.000 | 1/8000 – 30 s   | 10 Bilder/s  | ja               | 134 × 100,5 × 72 mm    | 700 g   | TFT LCD 8 cm 2,1 Mio. Bildpunkte    | OLED 1,27 cm 3,69 Mio. Bildpunkte | 2× SD (SDHC, SDXC, UHS I, UHS II)                         |                                                                                 |
| Nikon Z 6    | 2018            | 36 × 24 mm FX     | 6.048 × 4.024 px 24,5 Mpx | 273           | ISO 100 – 51.200 | 1/8000 – 30 s   | 12 Bilder/s  | ja               | 134 × 101 × 68 mm      | 664 g   | TFT LCD 8 cm 2,1 Mio. Bildpunkte    | OLED 1,27 cm 3,69 Mio. Bildpunkte | 1× XQD, CFexpress Typ B                                   | zusätzliches Kontrolldisplay auf Gehäuseoberseite                               |
| Nikon Z 6II  | 2020            | 36 × 24 mm FX     | 6.048 × 4.024 px 24,5 Mpx | 273           | ISO 100 – 51.200 | 1/8000 – 30 s   | 14 Bilder/s  | ja               | 134 × 101 × 70 mm      | 705 g   | TFT LCD 8 cm 2,1 Mio. Bildpunkte    | OLED 1,27 cm 3,69 Mio. Bildpunkte | 1× XQD, CFexpress Typ B 1× SD (SDHC, SDXC, UHS I, UHS II) | zusätzliches Kontrolldisplay auf Gehäuseoberseite                               |
| Nikon Z 6III | 2024            | 36 × 24 mm FX     | 6.048 × 4.024 px 24,5 Mpx | 299           | ISO 100 – 64.000 | 1/8000 – 30 s   | 14 Bilder/s  | ja               | 139 × 102 × 74 mm      | 755 g   | TFT LCD 8 cm 2,1 Mio. Bildpunkte    | OLED 1,27 cm 5,76 Mio. Bildpunkte | 1× XQD, CFexpress Typ B 1× SD (SDHC, SDXC, UHS I, UHS II) | zusätzliches Kontrolldisplay auf Gehäuseoberseite                               |
| Nikon Z 7    | 2018            | 36 × 24 mm FX     | 8.256 × 5.504 px 45,7 Mpx | 493           | ISO 64 – 25.600  | 1/8000 – 30 s   | 9 Bilder/s   | ja               | 134 × 101 × 68 mm      | 671 g   | TFT LCD 8 cm 2,1 Mio. Bildpunkte    | OLED 1,27 cm 3,69 Mio. Bildpunkte | 1× XQD, CFexpress Typ B                                   | zusätzliches Kontrolldisplay auf Gehäuseoberseite                               |
| Nikon Z 7II  | 2020            | 36 × 24 mm FX     | 8.256 × 5.504 px 45,7 Mpx | 493           | ISO 64 – 25.600  | 1/8000 – 30 s   | 11 Bilder/s  | ja               | 134 × 101 × 70 mm      | 705 g   | TFT LCD 8 cm 2,1 Mio. Bildpunkte    | OLED 1,27 cm 3,69 Mio. Bildpunkte | 1× XQD, CFexpress Typ B 1× SD (SDHC, SDXC, UHS I, UHS II) | zusätzliches Kontrolldisplay auf Gehäuseoberseite                               |
| Nikon Z 8    | 2023            | 36 × 24 mm FX     | 8.256 × 5.504 px 45,7 Mpx | 493           | ISO 64 – 25.600  | 1/32000 – 30 s  | 20 Bilder/s  | ja               | 144 × 118,5 × 83 mm    | 910 g   | TFT LCD 8 cm 2,1 Mio. Bildpunkte    | OLED 1,27 cm 3,69 Mio. Bildpunkte | 1× XQD, CFexpress Typ B 1× SD (SDHC, SDXC, UHS I, UHS II) | zusätzliches Kontrolldisplay auf Gehäuseoberseite                               |
| Nikon Z 9    | 2021            | 36 × 24 mm FX     | 8.256 × 5.504 px 45,7 Mpx | 493           | ISO 64 – 25.600  | 1/32000 – 30 s  | 20 Bilder/s  | ja               | 149 × 150 × 91 mm      | 1340 g  | TFT LCD 8 cm 2,1 Mio. Bildpunkte    | OLED 1,27 cm 3,69 Mio. Bildpunkte | 2× XQD, CFexpress Typ B                                   | zusätzliches Kontrolldisplay auf Gehäuseoberseite, integrierter Hochformatgriff |
| Nikon Z f    | 2023            | 36 × 24 mm FX     | 6.048 × 4.032 px 24,4 Mpx | 273           | ISO 100 – 64.000 | 1/8000 – 30 s   | 14 Bilder/s  | ja               | 144 × 103 × 49 mm      | 710 g   | TFT LCD 8 cm 2,1 Mio. Bildpunkte    | OLED 1,27 cm 3,69 Mio. Bildpunkte | 1× SD (SDHC, SDXC, UHS II) 1× microSD (SDXC, UHS I)       | Retro-Gehäuse                                                                   |
| Nikon Z 30   | 2022            | 23,6 × 15,8 mm DX | 5.568 × 3.712 px 20,9 Mpx | 209           | ISO 100 – 51.200 | 1/4000 – 30 s   | 11 Bilder/s  | nein             | 127 × 73 × 59 mm       | 350 g   | TFT LCD 7,5 cm 1,04 Mio. Bildpunkte | kein Sucher                       | 1× SD (SDHC, SDXC, UHS I)                                 |                                                                                 |
| Nikon Z 50   | 2019            | 23,6 × 15,8 mm DX | 5.568 × 3.712 px 20,9 Mpx | 209           | ISO 100 – 51.200 | 1/4000 – 30 s   | 11 Bilder/s  | nein             | 127 × 94 × 60 mm       | 448 g   | TFT LCD 8 cm 1,04 Mio. Bildpunkte   | OLED 0,99 cm 2,36 Mio. Bildpunkte | 1× SD (SDHC, SDXC, UHS I)                                 | eingebauter Blitz                                                               |
| Nikon Z 50II | 2024            | 23,6 × 15,8 mm DX | 5.568 × 3.712 px 20,9 Mpx | 209           | ISO 100 – 51.200 | 1/4000 – 30 s   | 11 Bilder/s  | nein             | 127 × 96,8 × 66,5 mm   | 550 g   | TFT LCD 8 cm 1,04 Mio. Bildpunkte   | OLED 0,99 cm 2,36 Mio. Bildpunkte | 1× SD (SDHC, SDXC, UHS I)                                 | eingebauter Blitz                                                               |
| Nikon Z fc   | 2021            | 23,6 × 15,8 mm DX | 5.568 × 3.712 px 20,9 Mpx | 209           | ISO 100 – 51.200 | 1/4000 – 30 s   | 11 Bilder/s  | nein             | 134,5 × 93,5 × 43,5 mm | 395 g   | TFT LCD 7,5 cm 1,04 Mio. Bildpunkte | OLED 1 cm 2,36 Mio. Bildpunkte    | 1× SD (SDHC, SDXC, UHS I)                                 | Retro-Gehäuse                                                                   |